# 済州特別自治道無形文化財
済州特別自治道無形文化財（チェジュとくべつじちどう むけいぶんかざい）は、大韓民国の文化遺産保護制度で、市道指定文化財の一つ。上位の国家指定文化財に指定されていない無形文化財の中で保存価値が認められるものを対象として済州道が条例により指定する。

## 済州特別自治道無形文化財一覧
| 番号    | 登録名                 | 所在地   |
| ------- | ---------------------- | -------- |
| 第001号 | 海女歌                 | 済州市   |
| 第002号 | 令監ノリ               | 済州市   |
| 第003号 | 城邑民族邑オメギ酒     | 西帰浦市 |
| 第004号 | 冠帽工芸               | 全域     |
| 第005号 | 松堂里邑祭             | 済州市   |
| 第006号 | 納邑里邑祭             | 済州市   |
| 第007号 | 徳修里プルミ工芸       | 西帰浦市 |
| 第008号 | チョンドンボルリプの匠 | 済州市   |
| 第009号 | 臼挽きの歌             | 西帰浦市 |
| 第010号 | イワシ寄せの歌         | 済州市   |
| 第011号 | コソリ酒               | 西帰浦市 |
| 第012号 | コブン凉太             | 済州市   |
| 第013号 | 済州大クッ             | 済州市   |
| 第014号 | 済州島ホボクの匠       | 西帰浦市 |
| 第015号 | 済州仏教儀式           | 済州市   |
| 第016号 | 済州農謡               | 済州市   |
| 第017号 | チンサデソリ           | 済州市   |
| 第018号 | 亀里コッポリ農事のソリ | 済州市   |
| 第019号 | 城邑里草家の匠         | 西帰浦市 |
| 第020号 | 済州市唱民謡           | 済州市   |